# Konrad von Alberti
Konrad von Alberti (* 17. Juli 1894 in Stuttgart; † 1. August 1967) war ein Generalmajor der deutschen Wehrmacht im Zweiten Weltkrieg.

## Leben
Von Albertis Vater war der Sohn des Oberst Armand von Alberti. Er absolvierte nach dem Schulbesuch eine Offiziersausbildung und wurde 1914 Leutnant im königlich württembergischen Grenadierregiment Nr. 119 „Königin Olga“, mit dem er am Ersten Weltkrieg teilnahm. Am 1. Januar 1935 wurde er Instrukteur an der wiedereröffneten Kriegsakademie, an der er bis zum 12. Oktober 1937 lehrte und am 1. Januar 1937 zum Oberstleutnant befördert wurde. Vom 12. Oktober 1937 bis zum 24. September 1939 war er Kommandeur des 2. Bataillons des 50. Infanterieregiments und anschließend bis zum 10. November 1939 Kommandeur des 284. Infanterieregiments. Nach seiner Beförderung zum Oberst am 1. November 1939 war er zwischen dem 10. November 1939 und dem 17. Juli 1941 Feldkommandant 580 sowie danach bis zum 2. Mai 1942 Feldkommandant 240.
Nach einer besonderen Verwendung vom 2. bis 30. Mai 1942 bei der 1. Panzerarmee war von Alberti bis zum 20. Juni 1942 dem  Oberbefehlshaber der Heeresgruppe Süd, Generalfeldmarschall Fedor von Bock, unterstellt. Im Anschluss wurde er am 20. Juni 1942 Kommandeur des 179. Infanterieregiments und befand sich nach einer Verwundung vom 7. bis 22. Januar 1943 in einem Lazarett sowie anschließend bis zum 17. April 1943 in Reserve. Während dieser Zeit wurde er am 1. April 1943 zum Generalmajor befördert und bis zum 16. Mai 1943 zur besonderen Verfügung dem Hauptquartier der Heeresgruppe Süd abkommandiert. Am 16. Mai 1943 wurde er Nachfolger von Generalleutnant Maximilian Siry als Kommandeur der 246. Infanterie-Division, bis zu seiner Ablösung durch den späteren Generalmajor Heinz Fiebig am 12. September 1943. 1943 zog er sich mit seiner Division zusammen mit der 9. Armee im Unternehmen Büffelbewegung auf rückwärtige Stellungen bei Duchowschtschina zurück.
Nachdem er sich vom 12. bis 28. September 1943 wieder in Reserve befunden hatte, wurde von Alberti zwischen dem 28. September und dem 15. November 1943 mit der Überprüfung der Erziehung und Ausbildung von Offizieren im Wehrkreis V in Stuttgart beauftragt. Im Anschluss fungierte er vom 15. November 1943 bis zum 18. Juli 1944 als Chef für Erziehung und Ausbildung im Stab des Wehrkreis XIII in Nürnberg sowie zwischen dem 18. Juli und dem 30. September 1944 als Chef des Divisionsverbindungskommandos 182 in der Italienischen Sozialrepublik. Daraufhin befand er sich abermals in Reservestellung und übernahm vom 25. Oktober bis 1. November 1944 den Posten als Kommandant von Mannheim, ehe er bis zum 26. März 1945 das Kampfgebiet XII Süd führte. Am 15. Januar 1945 verstarb sein Sohn Diethelm in Stuttgart in Folge einer Verwundung, welche er 2 Tage zuvor erlitten hatte. Zuletzt war er vom 26. März bis zum 5. Mai 1945 Kommandeur der nach ihm benannten Gruppe von Alberti und geriet am 5. Mai 1945 in Kriegsgefangenschaft, aus der er am 26. Juni 1947 entlassen wurde.

## Veröffentlichungen
- Unterführer-Merkbuch für die Schützen- und Maschinengewehr-Kompanie, Mitautor Fritz Kühlwein, E.S. Mittler & Sohn, Berlin, 9. Auflage 1939
- Schützenzug und Kompanie im Gefecht, Mitautor Fritz Kühlwein, E.S. Mittler & Sohn, Berlin, 5. Auflage 1940